# Бозшаколь
Бозшаколь (каз. Бозшакөл) — село в Павлодарской области Казахстана. Находится в подчинении городской администрации Экибастуза. Входит в состав Торт-Кудукского сельского округа. Образовано в 2012 году. Население около 400 человек. Железнодорожная станция. В районе села производится добыча медной руды открытым способом — 12,5 млн тонн в год.

## История
Впервые населенный пункт возник в 1931 году в связи с началом разработки Бозшакольского медно-молибденовом месторождения. С 1950 года по начало 1980-х имело статус рабочего посёлка. Последний раз упоминается в 1986 году как посёлок в составе Торткудукского поселкового совета. Упразднено в середине 1980-х.

## Население
| год  | 1959 | 1970 | 1979 |
| ---- | ---- | ---- | ---- |
| чел. | 2898 | 1930 | 1695 |